# New York Times Building
New York Times Building je neboder na zapadnoj strani Manhattana koji je izgrađen 2007. godine. Sjedište je lista New York Timesa.